# Ceratina citriphila
Ceratina citriphila là một loài Hymenoptera trong họ Apidae. Loài này được Cockerell mô tả khoa học năm 1935.